# Leslie Nachmann
Leslie Nachmann (* 9. Juli 1979) ist eine deutsche Nachrichtensprecherin und Moderatorin.

## Karriere
Nachmanns Karriere begann 2001 beim Berliner Radiosender JazzRadio 106.8, wo sie nach absolviertem Volontariat neben ihrem Magisterstudium der Literatur-, Politik- und Geschichtswissenschaften an der Humboldt-Universität zu Berlin ihr eigenes Sendeformat The White Room konzeptionierte und seitdem moderiert.
Im Juni 2002 wurde sie mit der Weltgoldmedaille (New York International Radio Programming Awards) in der Kategorie Best Music Programme für ihre Electronic Jazzshow The White Room geehrt. Anschließend erschien im Juni 2004 das Doppelalbum The White Room als Sampler von verschiedenen Künstlern.
Beim lokalen Fernsehsender tv.berlin moderierte sie von 2011 bis Januar 2013 die Live-Sendung Frühcafé mit lokalen Nachrichten und Interviews in den Bereichen Politik und Kultur, außerdem war sie als Reporterin z. B. zur Wahl des Abgeordnetenhauses im Einsatz. Parallel moderierte sie auch das wöchentliche Europapolitik-Format The European Circle Report. Von Anfang 2012 bis Ende 2022 war sie Nachrichtensprecherin bei der ProSieben Newstime. Seit Januar 2014 ist sie für den Regionalsender Potsdam TV als gastgebende Moderatorin in der Hallo Potsdam-Sendung tätig.